# Karla Etschenberg
Karla Etschenberg (* 1941 in Uelzen) ist eine deutsche Pädagogin und Professorin für Didaktik der Biologie mit den Schwerpunkten Humanbiologie, Gesundheitserziehung und Sexualerziehung.

## Leben
Sie studierte in Köln und arbeitete bis 1979 als Grund- und Hauptschullehrerin in Nordrhein-Westfalen. Nach dem 2. Staatsexamen erwarb sie das Diplom in Pädagogik, promovierte im Bereich der Didaktik der Biologie und wurde wissenschaftliche Assistentin an der Universität zu Köln. Ab 1989 war sie für zwei Jahre im Bundesministerium für Gesundheit tätig, wo sie im Koordinierungsstab AIDS für den Bereich AIDS und Jugend mitverantwortlich war. Nach der Habilitation 1991 wurde sie auf eine Professur an der Pädagogischen Hochschule in Kiel berufen. Nach deren Umstrukturierung zur Universität wechselte sie im Jahr 2000 an die Universität Flensburg, wo sie 2005 emeritiert wurde. Seit 2012 ist sie Trägerin der Magnus-Hirschfeld-Medaille der Deutschen Gesellschaft für Sozialwissenschaftliche Sexualforschung (DGSS).
Sie ist seit 1963 verheiratet und lebt in Köln.

## Arbeitsschwerpunkte
Etschenberg setzt sich außer in der Lehreraus- und -fortbildung in zahlreichen Veröffentlichungen mit inhaltlichen und methodischen Fragen des Biologieunterrichts, insbesondere im Bereich der Gesundheits- und Sexualerziehung auseinander. Die von ihr entwickelten Unterrichtshilfen und -modelle orientieren sich an dem Ziel, biologisches Fachwissen lebenspraktisch nutzbar zu machen.
Sie ist Mitherausgeberin der Fachzeitschrift Unterricht Biologie und Herausgeberin mehrerer Themenhefte zur Gesundheits- und Sexualerziehung. Für die Bundeszentrale für gesundheitliche Aufklärung hat sie u. a. die Unterrichtsmaterialien zur AIDS-Aufklärung und Informationsmaterial für Eltern und Lehrer zum Thema „Chronisch kranke Kinder in der Schule“ konzipiert. In der Sexualpädagogik gilt sie als Vertreterin einer ideologiefreien wissenschaftlich fundierten Sexualaufklärung von der Grundschule an mit Orientierung an sozialethischen Werten wie Selbstbestimmung, Partnerschaftlichkeit, Toleranz und Rücksichtnahme.
Sie war langjährige Vorsitzende der Deutschen Gesellschaft für Geschlechtserziehung und ist Vizepräsidentin der Deutschen Gesellschaft für Sozialwissenschaftliche Sexualforschung. Ehrenamtlich engagiert sie sich im Kinder- und Jugendschutz, sie ist zum Beispiel seit 1979 im Vorstand der Arbeitsgemeinschaft Kinder- und Jugendschutz Nordrhein-Westfalen. Aktuell befasst sie sich auch mit Fragen des Jugendschutzes im Internet. Bekannt ist sie auch für ihre Forderung, pornografische Filme in den Schulunterricht einzubeziehen, um Jugendliche im Umgang damit beraten zu können. Sie begründet dies mit dem offenkundigen Unvermögen der Gesellschaft, Pornografie von Minderjährigen fernhalten zu können.